# Tsadi
| Phénicien | Hébreu        | Hébreu        | Hébreu        | Hébreu       | Hébreu       | Hébreu       |
|           | Forme normale | Forme normale | Forme normale | Forme finale | Forme finale | Forme finale |
| --------- | ------------- | ------------- | ------------- | ------------ | ------------ | ------------ |
| Tsade     | צ             | צ             |               | ץ            | ץ            |              |

Tsadi, Tzaddi, Tsadik, Tsade, Tsadé, Sadhé ou Sade (צ prononcée /t͡s/) est la dix-huitième lettre de l'alphabet phénicien et de l'alphabet hébreu. Elle a pu inspirer la forme de la lettre archaïque San (Ϻ ϻ) de l'alphabet grec ainsi que la forme de la lettre Tsy (Ⱌ ⱌ) de l'alphabet glagolitique et ensuite la lettre Tse (Ц ц) de l'alphabet cyrillique.
Elle change de graphie selon qu'elle est en position finale ou non dans le mot.
Certains voient dans ce symbole une plante, en particulier un plant de papyrus. D'autres y voient un hameçon ou un harpon (צִלְצָל mot commençant par un tsadi) et arguent du fait que צָד tzad en hébreu signifie au sens propre chasser, attraper mais aussi au sens figuré tromper, leurrer. De plus, en arabe, le mot ṣāda signifie chasser mais aussi pêcher.
La valeur numérique de  צ  est 90 et celle de  ץ  est 900.

## Particularités
- Cette lettre fait partie des 7 lettres qui peuvent être couronnées de 3 taguim (תָּגִים).
 Ces 7 lettres sont : ג ז ט נ ע צ ש.

Le caractère Unicode de צ est 05E6.